# Estadio de la Ciudad de los Deportes
El Estadio de la Ciudad de los Deportes es un recinto deportivo ubicado en la Ciudad de México, que tiene una capacidad para 36 681 personas. Fue diseñado por el ingeniero Modesto C. Rolland, e inició su construcción en 1944 como parte del proyecto urbanístico denominado Ciudad de los Deportes ideado por Neguib Simón. Fue inaugurado el 6 de octubre de 1946 con el nombre de  Estadio Olímpico de la Ciudad de los Deportes, con un encuentro de fútbol americano entre los Pumas de la UNAM y los Aguiluchos del Heroico Colegio Militar, saliendo victoriosos los Universitarios por marcador de 45-0.
El primer torneo internacional de fútbol organizado en México, la Copa NAFC 1949, se disputó íntegramente en este inmueble. Fungió como anfitrión de torneos continentales de clubes (Copa de Campeones de la Concacaf, Copa Libertadores y Copa Sudamericana); juegos de exhibición de la NFL; torneos locales (Liga de Primera División, Copa México, Campeón de Campeones, fuerzas básicas, 2.ª división y clasificatorios a Copa Libertadores); el torneo de fútbol de la Universiada de 1979; eventos masivos de carácter político, religioso y social, entre otros.
Desde el año 2024 es la sede provisional del Club América de la Primera División (en su segunda etapa; 1947-1955 y desde el Apertura 2024), esto debido a la remodelación de su sede oficial, el Estadio Azteca, de cara a la Copa Mundial de Fútbol de 2026. Anteriormente también fue la casa de los clubes Necaxa (1950-1955), Marte (1947-1953), Universidad Nacional (1966-1969), Atlante (1947-1957, 1983-1989, 1990-1996, 2000-2002 y 2020-2024) y Cruz Azul (1996-2018 y 2024).
También ejerció como anfitrión ahí la selección de fútbol de México de 1947 a 1955, y en 1992 durante la segunda fase de la eliminatoria mundialista rumbo a Estados Unidos 1994.

## Historia

### Proyecto
La idea del estadio formaba parte del proyecto de urbanización planeado por el Neguib Simón Jalife, para construir la llamada Ciudad de los Deportes en los terrenos de lo que fue la ladrillera “Nochebuena”; esto dentro de los límites del antiguo rancho San Carlos, cerca del pueblo de Mixcoac al sur poniente de la Ciudad de México. El enorme complejo deportivo y comercial, debía incluir un estadio, una plaza de toros, cines, teatros, galerías de arte, un frontón, alberca olímpica, boliche, canchas de tenis y áreas de esparcimiento. Sin embargo los problemas económicos del señor Simón, provocó que el proyecto solo concretara la Plaza de Toros México y el estadio. Las obras de construcción tanto del estadio como de la plaza comenzaron en 1944 y en ambos casos se aprovecharon las enormes excavaciones que había dejado la ladrillera en las extracciones de arcilla para lograr el desnivel que ambas edificaciones tienen. El ingeniero Modesto C. Rolland fue el encargado de supervisar ambas obras.

### Inauguración
Fue inaugurado el 6 de octubre de 1946 con un encuentro de fútbol americano entre los Pumas de la UNAM y los Aguiluchos del Heroico Colegio Militar, saliendo victoriosos los Universitarios por marcador de 45-0 ante 45 000 espectadores. La inauguración fue acompañada con un espectáculo marcial de parte del Heroico Colegio Militar y el desfile de los equipos integrantes de la entonces Liga Mayor del fútbol americano en México. 
En el encuentro inaugural se presentó un gran momento en el primer cuarto, cuando los de Popotla (el Colegio Militar), detuvieron a los de azul y oro en la primera yarda. Más tarde el juego tomó rumbo favorable para los dirigidos por Roberto "Tapatío" Méndez. Semanas después fue escenario del Clásico Poli-Universidad el 14 de diciembre con otro triunfo de los Pumas esta vez por 29-13.

### Llegada del fútbol
En el caso del fútbol y aprovechando que la FIFA había levantado la prohibición que existía desde 1943 para que equipos extranjeros visitaran México, se decidió alquilar el inmueble para la visita del Racing Club de Avellaneda, en lo que fue la reanudación de las tradicionales series internacionales. Fue así que el domingo 5 de enero de 1947 se abrieron las puertas para el primer partido de fútbol, en medio de un lleno impresionante de más de 45 000 personas que atestiguan el triunfo del campeón vigente Veracruz sobre la "Academia blanquiceleste" por 2 tantos contra 1, el argentino Waldino Aguirre fue el anotador del primer gol a los 34 minutos, Leopoldo Proal marcaría el empate a los 43 y el mismo Proal anotó el segundo gol a los 59.
Durante la serie de partidos que enfrentó el Racing Club en el estadio, se presentó el primer partido de la selección de fútbol de México, cayendo 2-4 ante la escuadra argentina el 26 de enero de 1947.
Debido a las ya mencionadas dificultades económicas del propietario Neguib Simón, ofreció el estadio a los equipos de la Liga Mayor; sin embargo, salvo un leve interés del América, el resto de los equipos se negaron argumentando el alto costo del arrendamiento, pero sobre todo la distancia que impediría –según ellos- que el público acudiera. Para ellos resultaba mucho más cómodo seguir jugando en el Parque Asturias. Fue hasta el 4 de mayo  de 1947 que el inmueble abrió sus puertas para el primer partido oficial de liga, fue un juego entre el líder Atlante y el aun monarca Veracruz, que terminó con goleada a favor del cuadro azulgrana 5-1, siendo Miguel Ángel Segura "Angelillo" el primer anotador del estadio en partido oficial, de hecho fueron tres los goles del jugador atlantista esa tarde, el partido correspondió a la semana 32 de la Liga Mayor 1946-47.
El segundo encuentro oficial tuvo lugar poco menos de un mes después, el domingo 1 de junio de 1947 en medio de una gran polémica. Faltaban dos fechas para la conclusión del campeonato 1946-47, Atlante lideraba la tabla con 41 puntos y debía visitar a León que además venía en el segundo lugar con 38 puntos, se trataba pues de un juego clave para la definición del título.
A sabiendas de que una derrota en León podría costarles el título, el general José Manuel Núñez, dueño del Atlante, movió sus influencias y con el pretexto de una epidemia de fiebre aftosa que afectaba la región del Bajío, logró que la Secretaría de Agricultura emitiera un comunicado prohibiendo la concentración de gran cantidad de gente en la ciudad de León, días después, la Liga Mayor también influenciada por Núñez, decretaba que el partido se tenía que celebrar en terreno neutral y la cancha elegida resultó ser la del recién inaugurado Estadio Olímpico, provocando numerosas críticas y protestas. Con resultado final de empate a cero, el Atlante consiguió el punto que requería para asegurar el campeonato, aunque por la forma en que lo logró fue llamado “campeón aftoso”.

### Copa NAFC 1949
El segundo torneo de naciones realizado en Norteamérica, organizado por la Confederación Norteamericana de Fútbol que fue, además, clasificatorio para la Copa Mundial Brasil 1950, se llevó a cabo en la Ciudad de México del 4 a 25 de septiembre de 1949. La selección local se coronó campeona al ganar sus cuatro partidos clasificando a la Copa Mundial junto a Estados Unidos, dejando a Cuba en el último lugar. Este torneo significaron los primeros partidos de selecciones absolutas para inmueble y por ende del cuadro local en este escenario. Este sería además el primer torneo internacional de fútbol realizado en México.
| 4 de septiembre de 1949 | Estados Unidos | 0:6 | México                                                  | Estadio de la Ciudad de los Deportes, Ciudad de México, México |                                                        |
|                         |                |     | Fuente 38', 55', 58' N. Flores 20' Luna 37' Septien 85' | Asistencia: 60.000 espectadores Árbitro(s): José Tapia         | Asistencia: 60.000 espectadores Árbitro(s): José Tapia |

| 11 de septiembre de 1949 | México               | 2:0 | Cuba | Estadio de la Ciudad de los Deportes, Ciudad de México, México |                              |
|                          | Luna 26' Casarin 56' |     |      | Árbitro(s): Prudencio García                                   | Árbitro(s): Prudencio García |

| 14 de septiembre de 1949 | Cuba      | 1:1 | Estados Unidos | Estadio de la Ciudad de los Deportes, Ciudad de México, México |                                                       |
|                          | Gómez 28' |     | Wallace 23'    | Asistencia: 8.000 espectadores Árbitro(s): Nieto Lara          | Asistencia: 8.000 espectadores Árbitro(s): Nieto Lara |

| 18 de septiembre de 1949 | México                                        | 6:2 | Estados Unidos         | Estadio de la Ciudad de los Deportes, Ciudad de México, México |                                                        |
|                          | Ortiz 15' Casarin 24', 40', 76' Ochoa 8', 59' |     | Watman 47' Wallace 51' | Asistencia: 54.500 espectadores Árbitro(s): José Tapia         | Asistencia: 54.500 espectadores Árbitro(s): José Tapia |

| 21 de septiembre de 1949 | Estados Unidos                                      | 5:2 | Cuba                          | Estadio de la Ciudad de los Deportes, Ciudad de México, México |                                                        |
|                          | Bahr 16' J. Souza 23' Matevich 30', 35' Wallace 48' |     | Barquin 23' (pen) Vampiro 50' | Asistencia: 60.000 espectadores Árbitro(s): Nieto Lara         | Asistencia: 60.000 espectadores Árbitro(s): Nieto Lara |

| 25 de septiembre de 1949 | México                         | 3:0 | Cuba | Estadio de la Ciudad de los Deportes, Ciudad de México, México |                              |
|                          | Naranjo 42', 87' N. Flores 59' |     |      | Árbitro(s): Prudencio García                                   | Árbitro(s): Prudencio García |

### Cambio de dueños y establecimiento de la Liga Mayor
Ante las dificultades económicas, Neguib Simón debió vender tanto la Plaza México como el Estadio al empresario español Moisés Cosío Gómez, quien también era el dueño del Frontón México. En este período comprendido entre 1947 y 1950, si bien se llevaron a cabo partidos de todo tipo, ningún cuadro capitalino se decidió a alquilar el estadio de forma permanente, solo se utilizaba para los partidos importantes como los de las series internacionales, de la selección nacional o las finales de la Copa México, el Campeón de Campeones y algunos de la Liga.
Con el fin de no seguir generando pérdidas por los altos costos de mantenimiento, Moisés Cosío Gómez urdió un plan para forzar a los equipos capitalinos a utilizar su estadio. A finales de 1948 concretó la compra del Parque Asturias amenazando con su cierre; esta maniobra puso en jaque a los dirigentes de la Liga Mayor, quienes tuvieron que sentarse a negociar con Cosío, que terminaba por imponer sus condiciones; sin embargo, al final cedía en algunas cosas ante las amenazas de los federativos de detener el campeonato de fútbol.
Finalmente ante el cierre definitivo del Parque Asturias en 1950, luego de desaparición del Asturias (dueño original del inmueble y su mayor usuario). Los clubes capitalinos se vieron forzados a negociar con el dueño del Estadio de la Ciudad de los Deportes, no obstante lo hicieron con el respaldo del entonces presidente de México Miguel Alemán Valdés, quien abogó por el mejoramiento de las condiciones de arrendamiento propuestas por el propietario. 
Los cuatro equipos que quedaban de la capital, después de la desaparición de Asturias y Real Club España (América, Atlante y Marte, y la reaparición de Necaxa) efectuaron sus partidos como locales a partir de la temporada 1950-51. El primer equipo en salir fue el Marte, que en 1953 anunció su mudanza a Cuernavaca en donde incluso alcanzó el campeonato de liga.
Para el inicio de la temporada 1955-56 tanto América como Necaxa llegaron a un acuerdo con la UNAM para jugar como locales en el Estadio de Ciudad Universitaria, aunque el experimento sólo duró un año, pues las raquíticas taquillas provocaron el regreso a la Ciudad de los Deportes, únicamente para la temporada 1956-57. El Atlante fue el único que siguió utilizando el inmueble de forma ininterrumpida hasta la campaña 1957-58.

### Época de abandono
El 24 de enero de 1958 el estadio fue clausurado por la Dirección de Obras Públicas del Departamento del Distrito Federal, debido a un largo pleito entre las autoridades y Moisés Cosío por impuestos sustitutos no pagados, porque el inmueble no contaba con espacios de estacionamiento. Por esta razón el primer partido por la Copa México programado para el domingo 2 de marzo entre Atlante y Cuautla tuvo que posponerse, y tanto Necaxa como América tuvieron que mudarse a Ciudad Universitaria para el resto del torneo, inclusive la final de la Copa y el campeón de Campeones se jugaron en el Pedregal.
Todo estaba listo para que aquí se jugara el arranque de la liga 1959-60, cuando el 25 de junio de 1959, apenas tres días antes del inicio de la temporada, el estadio fue clausurado nuevamente por la Dirección de Obras Públicas del DDF a cargo de Gilberto Valenzuela, reavivando el conflicto citado líneas arriba. Fue entonces que tanto América, Necaxa y Atlante se mudaron definitivamente a la Ciudad Universitaria dejando al Olímpico de Insurgentes casi en el abandono.
El fútbol volvió a la Ciudad de los Deportes hasta la temporada 1966-67 cuando los Pumas de la U.N.A.M. se mudaron temporalmente debido a las obras de remodelación de las que fue objeto el Estadio Olímpico Universitario con motivo de los Juegos Olímpicos de 1968. La estancia de los Pumas se extendió por casi 3 años hasta principios de 1969 que pudieron volver a su cancha.
Durante el torneo de liga México 1970 y por espacio de casi dos meses —de marzo a mayo de ese año— América, Atlante y Necaxa regresaron a jugar a la Ciudad de los Deportes, ya que al Estadio Azteca le daban los últimos acondicionamientos para la Copa Mundial de Fútbol de 1970.
En 1979 el Instituto Nacional del Deporte arrendó el estadio para que fuera una de las sedes de los Juegos Deportivos Universitarios; aquí se llevaron a cabo la mayor parte de los encuentros del torneo de fútbol, en el que la selección mexicana terminó por conquistar la medalla de oro al superar a la selección de Uruguay por 5-3 el 12 de septiembre de 1979. Finalmente, seis de los 26 partidos del Campeonato Sub-16 de la Concacaf de 1985 realizado en Ciudad de México (para clasificar a China 1985), se desarrollaron en este inmueble.

### Fútbol Americano
Construido originalmente para la práctica del fútbol americano, y utilizado para ello desde su inauguración hasta finales de la década de 1950, posteriormente, se volvió a utilizar para este deporte desde el año de 1968 hasta principios de la década de 1990 cuando fue negado para la final de la campaña de 1991.
Este estadio aparece en la película "Juventud sin Dios" de 1961 que narra la vida del Padre Lambert J. Dehner (legendario entrenador del IPN) en México con imágenes de un clásico entre la Universidad y el Politécnico a finales de los años 1940. Fue casa de los equipos del Instituto Politécnico Nacional en juegos grandes además de ser la casa del equipo de los Pieles Rojas de Acción Deportiva. También en este estadio se jugó el primer partido de NFL fuera de Estados Unidos en 1978, entre los Santos de Nueva Orleans y las Águilas de Filadelfia.

### Estadio Azulgrana
El 30 de junio de 1983 la comisión directiva del IMSS, dueños del Atlante, anunció luego de algunas negociaciones, la rescisión del contrato de 99 años que unía al Atlante con el Estadio Azteca para volver al viejo estadio de Insurgentes, que a partir de este momento y hasta 1996 fue rebautizado como "Estadio Azulgrana". Una semana después del anuncio la comisión revisora de estadios de la F.M.F. otorgaba el aval correspondiente. Luego de una inversión de casi 30 millones de pesos en remodelaciones el escenario quedó listo.
La fecha del retorno fue el domingo 4 de septiembre de 1983 en la jornada inaugural de la temporada 1983-84, empate 1-1 contra Atlético Morelia siendo José Luis Cáceres del equipo canario el anotador del primer gol a los 21 minutos, Rodolfo Montoya cobrando un penal a los 35' pondría cifras finales. Los Potros de Hierro jugaron en este inmueble hasta la temporada 1988-89, ya que se mudan al Estadio Corregidora de Querétaro, sin embargo regresan al Azulgrana un año después para conseguir el ascenso a Primera división en 1990-91. Salieron campeones en la temporada 1992-93, pero habiendo jugado el juego de ida de la final en el estadio Azteca. Ahí permanecieron hasta la temporada 1995-96, ya que el club atlantista regresaría por intereses de su propietario Alejandro Burillo, al Estadio Azteca.

### Estadio Azul
Al terminar su contrato de renta en el Estadio Azteca y tener conflictos comerciales con los propietarios del coloso de Santa Úrsula, el Cruz Azul alquila el viejo estadio de la Avenida Insurgentes y a partir del 10 de agosto de 1996 el Estadio Ciudad de los deportes recibe su denominación como Estadio Azul. La remodelación y adecuación del escenario ocurrieron durante el receso veraniego y el desarrollo de la Copa México 1996-97 que Cruz Azul disputó en el estadio 10 de diciembre. El primer partido ocurrió el 10 de agosto de 1996 dentro de la jornada uno del Torneo Invierno 1996, venciendo 3-0 a Toros Neza; Carlos de Oliveira anotaría el primer tanto del nuevo local en este escenario. 
El 16 de junio de 2000 la directiva del Atlante anunció el tercer regreso de este equipo a la Ciudad de los Deportes esto luego de que meses antes se diera la separación de capitales entre Alejandro Burillo y Emilio Azcárraga, lo que provocó la disolución del Comité de futbol de Grupo Televisa. El Atlante pasó a ahora a formar parte del Grupo Pegaso y por ende abandonó el Estadio Azteca. El partido del retorno se verificó la tarde del 6 de agosto de 2000, Atlante venció por 5-1 a los Pumas de la UNAM con goles de José Manuel Abundis, Germán Arangio, Neider Morantes y un doblete de Carlos Hermosillo, por el cuadro universitario descontó Luis Ignacio González. Finalmente, el 27 de abril de 2002 última fecha del Torneo Verano 2002, Atlante disputó su último encuentro como local al vencer por 2-1 a los Tigres con goles Eduardo Rergis e Isaac Morales, por los felinos descontó Marco Antonio “Chima” Ruiz. Atlante optó por irse a Ciudad Nezahualcóyotl para el siguiente torneo.
El 4 de agosto de 2016 el grupo empresarial "Cosío Family", propietarios del inmueble, anunciaron de forma oficial que, por no alcanzar un acuerdo con la directiva de Cruz Azul para renovar el contrato de arrendamiento en el año 2018, el estadio sería demolido para dar paso a la construcción de un centro comercial y un hotel. El torneo Clausura 2018 fue el de la despedida, el último encuentro fue el de la jornada 16 de dicho certamen, triunfo de Cruz Azul sobre Morelia por 2-0 el sábado 21 de abril, siendo el jugador ecuatoriano Ángel Mena el último anotador de esta etapa, previamente el uruguayo Martín Cauteruccio había abierto el marcador.

### Estadio Ciudad de los Deportes
El 26 de junio de 2020 la liga aprobó la mudanza del Atlante a la Ciudad de México, luego de 13 años en Cancún y de colocar al equipo en la nueva Liga de Expansión, ante la suspensión de la Liga de Ascenso, donde jugaba desde 2014. Aunque en un inicio se contempló como sede el Estadio Azteca, se determinó asumir la localía de este inmueble, en desuso desde la partida de Cruz Azul en 2018. La anteriormente mencionada demolición no se llevó a cabo debido a que la empresa interesada en instalar un centro comercial se desligó del acuerdo preliminar con los propietarios del estadio, por problemas corporativos; por lo que los dueños (aún los descendientes de Moisés Cosío) decidieron poner en arrendamiento nuevamente el inmueble para generar recursos mientras concretan la venta definitiva.
El proyecto de remodelación del Estadio Azteca para la Copa del Mundo Canadá-Estados Unidos-México 2026, produjo el retorno de Cruz Azul (a partir del Clausura 2024) y América (a partir del Apertura 2024) al inmueble.
En diciembre de 2024 el Atlante anunció su salida del estadio debido a desacuerdos de la directiva del club con la familia Cosío.En enero de 2025 el Cruz Azul también dio a conocer el abandono de este recinto, dejando al América como el único equipo local en la Ciudad de los Deportes.

## Finales en competición nacional

### Liga
Aunque no son propiamente finales, puesto que el sistema de competencia entonces vigente no contemplaba fases de postemporada; en las campañas 1947-48 y 1955-56 al producirse empates entre los dos primeros lugares de la tabla al final de la temporada, el reglamento si determinaba proceder con un juego de desempate en la Ciudad de México; por lo que en ambas ocasiones el estadio fue sede de dichos juegos; coincidentemente en ambas protagonizadas por León y Oro, con los siguientes resultados:
- 1947-48 León 0-0 Oro
- 1947-48 León 2-0 Oro (segundo partido de desempate)
- 1955-56 León 4-2 Oro

Hasta 1970, el campeón de Liga en México era definido de la misma manera que en la mayoría de las ligas en el mundo, es decir, el equipo que al final sumara mayor cantidad de puntos se proclamaba campeón. Después de la Copa del Mundo, para elevar los ingresos por concepto de entradas a los estadios y cuotas de audiencia televisivas, se implementó un sistema de eliminación directa (al estilo copero) que tuviera como desenlace una final; de esta manera surgió la coloquialmente conocida «liguilla».
El estadio estuvo en desuso entre 1957 y 1966, y luego de 1970 a 1983, por lo que sus primeros juegos de liguilla ocurrieron hasta la campaña 1983-84. Sin embargo en los dos periodos en los que Atlante fue el único local (1983-89 y 1990-96) nunca disputó una final aquí. En 1992-93 cuando ganó el título de liga, decidió disputar su partido de final en el Estadio Azteca para atraer una mayor cantidad de aficionados.
Sería hasta el Torneo Invierno 1997 cuando se disputaría el primer partido de final en el inmueble. Desde entonces el estadio ha sido escenario de 8 partidos de final de liga (6 de ida y 2 de vuelta).
| - 6 de ida - Inv. 1997 Cruz Azul 1-0 León - Clau. 2008 Cruz Azul 1-2 Santos - Aper. 2008 Cruz Azul 0-2 Toluca - Clau. 2013 Cruz Azul 1-0 América - Clau. 2024 Cruz Azul 1-1 América - Clau. 2025 América 0-0 Toluca | - 2 de vuelta - Inv. 1999 Cruz Azul 0-1 Pachuca - Aper. 2009 Cruz Azul 1-2 Monterrey |

### Copa México
Continuando con la costumbre de ubicar el partido final de la Copa México en duelo único a celebrarse en la Ciudad de México, el Olímpico de la Ciudad de los Deportes heredó esta práctica de sus antecesores capitalinos, siendo así, se realizaron 13 finales de partido único, con los siguientes resultados:
- 1946-47 Moctezuma 4-3 Oro
- 1947-48 Veracruz 3-1 Guadalajara
- 1948-49 León 3-0 Atlante
- 1949-50 Atlas 3-1 Veracruz
- 1950-51 Atlante 1-0 Guadalajara
- 1951-52 Atlante 2-0 Puebla
- 1952-53 Puebla 4-1 León
- 1953-54 América 1-1 Guadalajara (América se coronó 3-2 en penales)
- 1954-55 América 1-0 Guadalajara
- 1955-56 Toluca 2-1 Irapuato
- 1956-57 Zacatepec 2-1 León
- 1957-58 León 5-2 Zacatepec
- 1958-59 Zacatepec 2-1 León

### Campeón de Campeones
De la misma forma, se volvió la sede habitual de los duelos por el Campeón de Campeones que enfrentaba a los monarcas de Liga y Copa del fútbol mexicano; Así se realizaron 12 finales de partido único con los siguientes resultados:
- 1946-47 Moctezuma 3-0 Atlante
- 1947-48 León 1-0 Veracruz
- 1949-50 Atlas 3-1 Veracruz
- 1950-51 Atlas 1-0 Atlante
- 1951-52 Atlante 1-0 León
- 1952-53 Tampico 3-0 Puebla
- 1953-54 Marte 3-2 América
- 1954-55 América 3-2 Zacatepec
- 1955-56 León 2-1 Toluca
- 1956-57 Guadalajara 2-1 Zacatepec
- 1957-58 Zacatepec 1-0 León
- 1958-59 Guadalajara 2-1 Zacatepec

### Liga femenil
- 1 de vuelta
  - Cla. 2025 América 2-0 Pachuca

### Divisiones inferiores
Segunda División de México
- 1990-91 Atlante 2-2 Pachuca (Juego de vuelta, se jugó un tercer partido de desempate).

Liga de Expansión MX
- Apertura 2020 Atlante 2-3 Tampico Madero (Juego de vuelta).
- Apertura 2021 Atlante 3-0 Tampico Madero (Juego de vuelta).
- Apertura 2022 Atlante 0-0 Celaya (Juego de ida).
- Apertura 2023 Atlante 0-0 Cancún (Juego de ida).
- Clausura 2024 Atlante 2-0 U. de G. (Juego de ida).

Campeón de Campeones (Liga de Expansión)
- 2021-22 Atlante 0-1 Morelia (Juego de ida).
- 2022-23 Atlante 1-0 Tapatío (Juego de vuelta).
- 2023-24 Atlante 0-0 Cancún (Juego de vuelta; 3-1 en penales).

## Finales de competencia internacional
El 1 de febrero de 1984 se jugó ahí el partido de vuelta de la final de la Copa de Campeones de la Concacaf 1983, que por diversas cuestiones de calendario se disputó hasta esa fecha:
- 1983: Atlante 5-0  Robin Hood (Surinam)

El 18 de agosto de 2002, se disputó un solo juego para definir la final, y por ende el título de la Copa de Campeones de la Concacaf 2002, entre Morelia y Pachuca, siendo estos los vencedores.
- 2002: Pachuca 1-0  Morelia

El Cruz Azul llegó a tres finales de la Concacaf Liga Campeones, siendo siempre local en los juegos de ida.
- 2008-09: Cruz Azul 0-2 Atlante (Ida)
- 2009-10: Cruz Azul 2-1 Pachuca (Ida)
- 2013-14: Cruz Azul 0-0 Toluca (Ida)

## Infraestructura

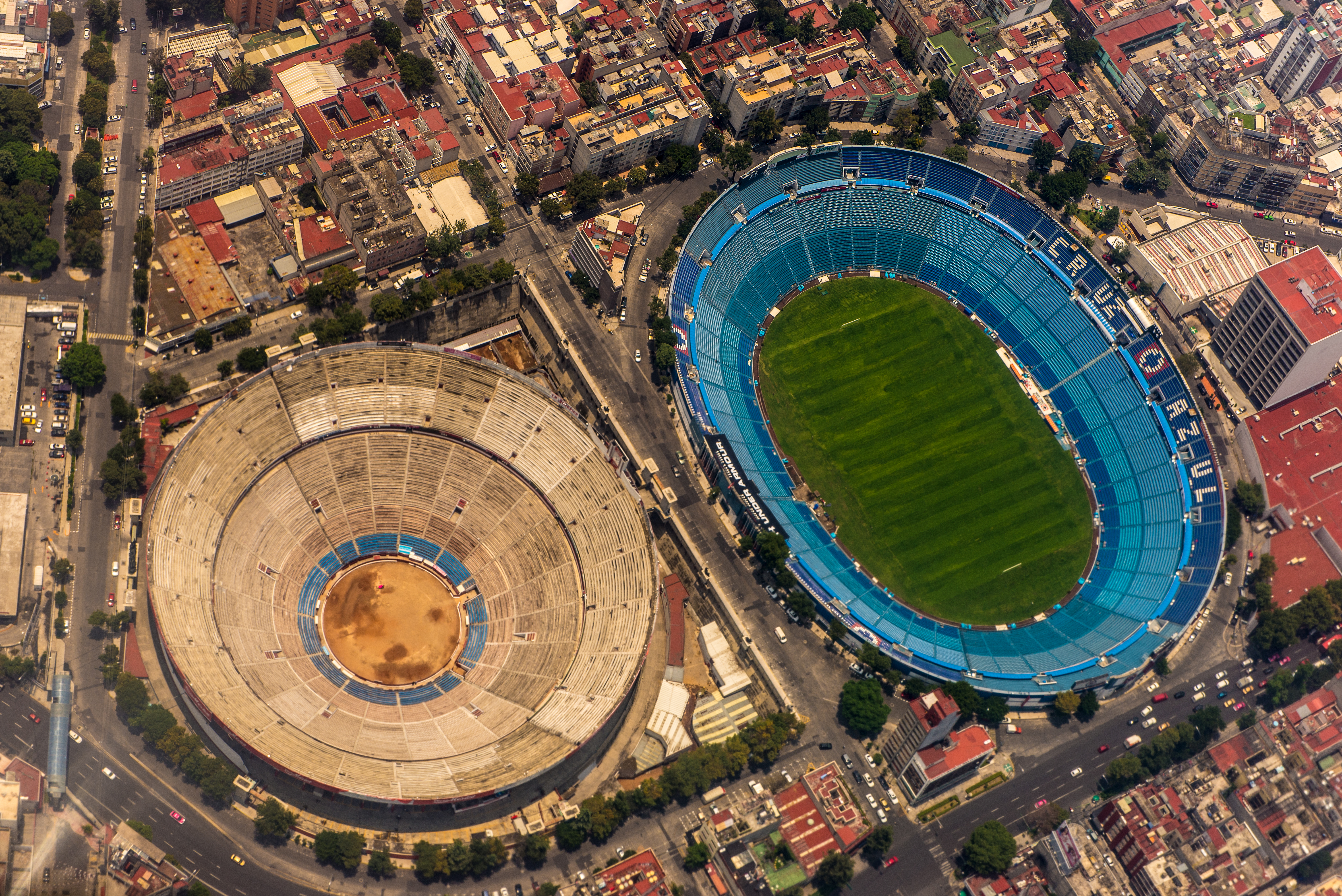
Vista aérea del Estadio de la Ciudad de los Deportes y la Plaza México.

A raíz de la llegada de Cruz Azul, se han hecho muchas remodelaciones para hacer un estadio más seguro, cómodo y adecuado a las necesidades de los espectadores.
Cuenta con:
- 2 vestidores de fútbol profesional
- 2 vestidores de preliminares
- 2 vestidores de árbitros
- Una sala de Conferencias de Prensa con capacidad para 50 personas y cuenta con todos los servicios necesario para que los medios puedan realizar su trabajo, incluyendo Internet y audio
- Zona de restaurante con capacidad de 264 personas
- Puertas:Contamos con 23 accesos exteriores y 24 interiores. Con taquillas en las puertas 10 y 15.
- Un sistema de circuito cerrado de siete cámaras distribuidas en el estadio
- 92 Palcos (1210 lugares)
- El palco básico cuenta con: TV por cable, Refrigerador, 16 lugares con asiento esponjado azul y porta vasos.

El Estadio de la Ciudad de los Deportes cuenta con un aforo total de 36 681 espectadores (incluyendo los 92 palcos) convirtiéndolo en el noveno estadio en capacidad en México.